# Helmut Norbert Maas
Marie Norbert Helmut Maas, właśc. Helmut Norbert Maas (ur. 25 sierpnia 1918 w Mannheim, zm. 16 lipca 1992 we Frankfurcie nad Menem) – arcybiskup Pozajurysdykcyjnego Zakonu Mariawitów w Niemczech w latach 1951–1988.

## Życiorys
Święcenia kapłańskie otrzymał 6 października 1949. Sakrę biskupią przyjął 9 października 1949 w Mannheim z rąk biskupa Paula Marii Marca Fatôme. 22 września 1955 roku w Düsseldorfie przyjął święcenia sub conditione z rąk bpa Joannesa Harolda Nicholsona. 25 listopada 1956 Helmut Norbert Maas udzielił sakry biskupiej Józefowi Marii Rafaelowi Wojciechowskiemu, zwierzchnikowi Kościoła Katolickiego Mariawitów w Polsce. Prywatnie mąż Doroty Osen-Maas, z d. Hey – wiernej Kościoła Jezusa Chrystusa Świętych w Dniach Ostatnich (mormoni). Zmarł w szpitalu miejskim we Frankfurcie nad Menem. Jego następcą jest abp Norbert Udo Maria Szuwart.

## Literatura
- Wenn man den Drang in sich spürt, Der Spiegel 52/1949, s. 10–11